# Бречтефелд, Элсон
Элсон Бречтефелд (англ. Elson Brechtefeld; род. 2 марта 1994) — тяжелоатлет, представляющий на международных стартах Науру. Призёр Тихоокеанских игр. Участник Олимпийских игр.

## Карьера
Спортивную карьеру Элсон Бречтефелд начал в 2009 году, выступая в весовой категории до 56 кг, в которой находился до 2013 года. В 2013 году выступал в категории до 69 кг, в 2014 — до 62, а с 2015 вернулся в изначальную весовую категорию.
В первом профессиональном сезоне завоевал серебро Тихоокеанских мири-игр, проходивших на Островах Кука. Он поднял в сумме 196 кг (86 + 110) и на 25 килограммов уступил фиджийскому штангисту Мануэле Туло. Спустя год выиграл молодёжный чемпионат Океании и стал третьим на взрослом первенстве.
В 2011 году стал бронзовым призёром Тихоокеанских игр, четыре года спустя смог развить это достижение, став в Порт-Морсби вице-чемпионом с результатом 220 кг.
На Олимпийских играх в Рио-де-Жанейро Бречтефелд был одним из двух представителей Науру и знаменосцем сборной на церемонии открытия. В рамках спортивной программы выступал в категории до 56 кг. Показав в сумме двоеборья результат 223 кг (98 кг в рывке и 125 в толчке) он занял 15-е место (последнее среди спортсменов, получивших ненулевую оценку). От победившего китайца Лун Цинцюаня он отстал на 84 килограмма.